# Wybory prezydenckie w Niemczech w 1974 roku
Wybory prezydenckie w Niemczech w 1974 roku odbyły się 15 maja. Zgodnie z konstytucją prezydenta wybierało Zgromadzenie Federalne złożone z deputowanych Bundestagu oraz w równej liczbie elektorów wybranych przez parlamenty lokalne (Landtagi). Z 1036 głosów Walter Scheel otrzymał 530, czyli bezwzględną większość i w ten sposób został wybrany na prezydenta już  w pierwszej  rundzie głosowania. 

## Wyniki
| Kandydat               | Partia | I tura        | I tura  |
| Kandydat               | Partia | Liczba głosów | Procent |
| ---------------------- | ------ | ------------- | ------- |
| Walter Scheel          | FDP    | 530           | 51,2    |
| Richard von Weizsäcker | CDU    | 498           | 48,1    |

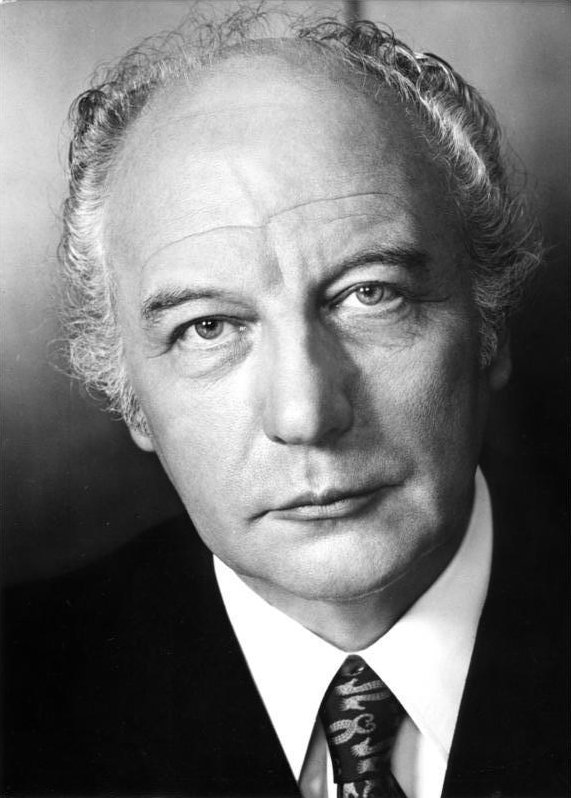
Walter Scheel – kandydat FDP
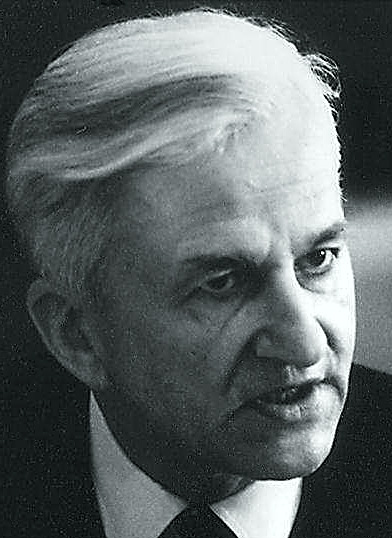
Richard von Weizsäcker – kandydat CDU